# Zendegi
Zendegi ist ein Science-Fiction-Roman des 1961 geborenen australischen Schriftstellers Greg Egan. Die englische Ausgabe wurde im Juni 2010 von Gollancz veröffentlicht. Der Roman beschreibt den Aufbau einer virtuelle Realität (VR) für digitalisierte Gehirne im von politischen Unruhen erschütterten Iran. Greg Egan arbeitet dabei persönliche Erfahrungen aus dem jahrelangen Kontakt mit Flüchtenden aus der Islamischen Republik Iran sowie einer Reise in das Land in die Geschichte mit ein.

## Handlung
Im Jahr 2012 reist Martin Seymour, ein australischer Journalist, für einen Beitrag über die Parlamentswahlen nach Iran. Wegen des Ausschlusses von Opposition kommt es zu Protesten, bei welchen Martin sich mit der politischen Aktivistin Mahnoosh anfreundet. Nach Eskalation der Unruhen kommt es zu Neuwahlen. Nasim Golestani, eine iranische Computerwissenschaftlerin und Cousine von Manoosh, floh nach der Exekution ihres Vaters durch das iranische Ministerium für Nachrichtenwesen (ehemals VEVAK, inzwischen MOIS/VAJA) und forscht seitdem am Massachusetts Institute of Technology (MIT) im Rahmen des Human Connectome Project (HCP) an der Aufzeichnung neuronaler Aktivität in Gehirnen, in ihrem Fall dem von Zebrafinken zur Simulation ihres Gesangs. Nach Streichung der Finanzierung ihrer Forschung kehrt Nasim nach Iran zurück und will bei dessen Neuaufbau helfen.
Im Jahr 2027 ist Martin in die Islamische Republik Iran emigriert und hat Manoosh geheiratet. Beide haben einen gemeinsamen Sohn, genannt Javeed, welcher inzwischen eingeschult wird. Javeed überredet Martin, eine als Zendegi-ye Behtar (persisch für besseres Leben) oder kurz Zendegi bekannte virtuelle Realität (VR) besuchen zu dürfen, was beide mit entsprechenden Anzügen tun. Nasim arbeitet inzwischen in Teheran an Zendegi, welches über Cloud Computing durch Server in vielen verschiedenen Ländern betrieben wird und entsprechend Konkurrenz hat. Nasim sucht daher nach neuen Ideen, welche Zendegi von dieser abheben können, wobei sich das inzwischen erfolgreiche Human Connectome Project, welches ihre Forschung letztendlich nicht benutzte, als hilfreich erweist. Inzwischen wurden mithilfe von Magnetresonanztomographie (MRT) tausende Abbilder von menschlichen Organspendern angefertigt und in der Pathologie eingesetzt. Mithilfe der öffentlich zugänglichen Ergebnisse fertigt Nasim ein Abbild eines lebenden Menschen an, um die sich in Zendegi befindenden Avatare zu verbessern. Ein digitales Abbild des iranischen Fußballspielers Ashkan Azimi bei der geistigen Wiederholung von vergangenen Spielen und die Einführung seines virtuellen Avatars als Digital Azimi in Zendegi lassen dessen Popularität daraufhin schlagartig steigen.
Bei einem Autounfall wird Martin schwer verletzt und Manoosh getötet, was Javeed aufgrund seines jungen Alters jedoch noch nicht komplett versteht. Als bei Martin daraufhin Leberkrebs diagnostiziert wird, was seinen eigenen Tod in Reichweite rückt, erklärt sich sein guter Freund Omar im Ernstfall für die Übernahme der Vormundschaft von Javeed bereit. Martin ist jedoch mit vielen seiner Ansichten, etwa einer abwertenden Haltung gegenüber Afghanen, nicht einverstanden, traut sich jedoch nicht es anzusprechen. Martin lässt sich daher von Nasim ein Abbild seines eigenen Gehirns in Zendegi anfertigen, um Javeed selbst nach seinem Tod weiter selbst erziehen zu können, wobei es ihm sogar wichtig genug ist, um eine lebensrettende aber potentiell tödliche Operation für die Transplantation einer neuen aus seinen Zellen gezüchteten Leber weiter hinauszuzögern. Sein Arzt warnt zwar vor den höheren Risiken, diese werden jedoch von Martin mit Lügen, mehr Zeit mit seinem Sohn verbringen zu wollen, abgetan. Martin und Nasim experimentieren beide mit seinem digitalen Avatar in Zendegi, etwa der Simulation eines neunjährigen Javeed im Jahr 2030 oder eines neunzehnjährigen Javeed im Jahr 2040, jedoch ist dieser noch nicht weit genug entwickelt, um ganz wie Martin selbst zu reagieren. Ähnliches gilt für Digital Azimi, weshalb unter anderem Nasim von der Cis-Humanist League (CHL) unter Druck gesetzt wird, ihre Experimente in Zendegi einzustellen. Unterstrichen wird die Forderung mit digitalen Angriffen in Zendegi und letztendlich einem Attentat im realen Houston auf das ehemalige Projekt, für welches Nasim einst in den Vereinigten Staaten arbeitete. Bei einer Diskussion in Zendegi versucht Nasim sich anschließend gegen die ethischen Vorwürfe zu verteidigen, dass selbstbewusste Software verstümmelt und versklavt werden würde. Martin erklärt sich nun für die weitaus riskantere Operation bereit und führt davor ein Gespräch mit Omar, bei dem Javeed nun wohnt. Omar erzählt, dass Javeed demnächst einen afghanischen Schuldfreund mitbringt, worauf Martin seine Vorurteile anspricht und fragt, ob Iran auch sein Land war, woraufhin Omar sein ehrenhaftes Verhalten lobt und ihm verspricht, dass jeder Freund von Javeed auch ein Freund von ihm sei. Martin verabschiedet sich ebenfalls von Javeed und stirbt anschließend während der Operation. Nach seiner Beerdigung gesteht sich Nasim ein, dass ein Argument ihrer Gegner aus der früheren Diskussion bei ihr hängen geblieben ist, nämlich dass wenn Menschen erschaffen werden sollen, dann müssen sie auch ganz sein.

## Hintergrund
Greg Egan begann mit der Arbeit an Zendegi im Frühling 2008 und reiste im Oktober 2008 selbst in die Islamische Republik mit Aufenthalten in der Hauptstadt Teheran, in Isfahan, Yazd und Schiras. Dabei war diese Reise seine erste außerhalb von Australien. Sein Interesse an Iran kam vom Kontakt mit zahlreichenden Flüchtenden während einer sechsjährigen Schreibpause kurz zuvor (zwischen Schild’s Ladder im Jahr 2002 und Incandescence im Jahr 2008), in welcher Greg Egan ehrenamtliche Hilfe leistete. Seine Erlebnisse dazu wurden von ihm im Essay The Razor Wire Looking Glass beschrieben oder in der Kurzgeschichte Lost Continent verarbeitet. Darüber hinaus wurden Migration und Flucht von ihm bereits in Teranesia im Jahr 2000 thematisiert und auch später in Perihelion Summer im Jahr 2019 wieder aufgegriffen.
Nach seinem Visaantrag im Juni 2008 sickerte eine Synopsis des Romans mit der Erwähnung des Niedergangs des iranischen Regimes über seinen Verlag durch. Greg Egan hatte dadurch nicht nur zu befürchten, dass ihm der Visaantrag verweigert werden würde, sondern ihm womöglich sogar eine Verhaftung in Iran drohen könnte. Jedoch hatten nur wenige Seiten über die durchgesickerte Synopsis berichtet und sein Verlag veröffentlichte daraufhin eine offizielle Synopsis ohne kompromittierende Einsichten in die Handlung. Nach seiner Rückkehr erfuhr Greg Egan, dass in Kaschan während seines Aufenthaltes durch einen Zwischenflug tatsächlich zwei Tauben aufgrund des Verdachtes von Spionage „verhaftet“ worden waren. Während der Skizzierung des Niedergangs des iranischen Regimes während seines Aufenthalts war das Land zwar noch ruhig, was sich jedoch nach den Parlementswahlen im Juni 2009 gerade einmal einen Monat nach der Fertigstellung des Romans mit der Wiederwahl von Präsident Mahmud Ahmadineschad änderte.
In einem Interview mit David Conyers für Virtual Worlds and Imagined Futures im Jahr 2009 erzählte Greg Egan, dass Distress bisher sein Lieblingsroman unter seinen eigenen sei, jedoch inzwischen Zendegi diesen Platz übernommen habe. („Distress was my favourite novel until recently, but I think the one I just finished, Zendegi, has taken its place.“) Gerade im Vergleich zu seiner Lieblingskurzgeschichte unter seinen eigenen, Gute Gründe fröhlich zu sein, komme das von haufenweise Elementen, welche leicht komplett anders hätten sein könnten. („It’s full of lots of serendipitous things that could easily have been different.“) Etwa habe eine Lesung des persischen Epos Schāhnāme des Dichters Abū ʾl-Qāsim Firdausī einen großen Einfluss auf die endgültige Form der Geschichte gehabt. („For example, at one point in my research for the book I decided to read the Persian epic the Shahnameh. If I hadn’t done that, I would still have written the novel, but it would have been very different.“)

## Kritik
David Maine, ebenfalls Autor, lobt den Roman für die von wenigen Science-Fiction-Autoren eingeschlagene Richtung zu den Demonstrationen und Räumlichkeiten des Teherans der nahen Zukunft („boldly going where few SF writers have gone before—namely, into the street demos and sitting rooms of near-future Tehran“). Dies ergebe eine bestimmte Resonanz („take on a particular resonance“) perfekt zu dessen Thema („perfect thematic sense“). Insgesamt sei der Roman gut geschrieben, bewege sich gut voran und rege zum nachdenken an („well written, smartly paced and ... thought-provoking“), wodurch auch die Grenzen der Science-Fiction erweitert würden („pushes the boundaries of what is commonly called 'science fiction'“).
Russel Leton schreibt im Locus Magazine, dass Greg Egan sich mit den Fragestellungen auseinandersetzt, ob wenn wir könnten, wir es auch tun sollten. Gerade wenn gewöhnliche Menschen in einer Welt wie unserer darstellt werden, kann es einem das Herz brechen („when he turns his attention to ordinary humans, living in a world that is just around the corner from our own, he will break your heart“).
Nigel Seel schreibt auf sciencefiction.com, dass der Roman gut recherchiert sei sowie detailliert und mitreißend („detailed and compelling“) sei, jedoch viele Charaktere ziemlich unliebsam („pretty unpleasant“) wären. Zentrale Botschaften seien zudem zu restriktiv und schwammig („detailed and compelling“).
Ian Berriman schreibt auf SFX, dass der Roman langweilig („boring“) sei und sich seltsam zurückhalte, da Themen davonwandern, Konflikte vermieden werden, Ambitionen enttäuscht werden und Durchbrüche anderen Menschen passieren („strangely diffident: themes tail off, confrontations are dodged, ambitions are deflated, breakthroughs happen to other people“). Dadurch scheine es, als habe sich die einst mächtige Vorstellungskraft von Greg Egan während seiner Schreibpause zurückentwickelt („once-mighty imaginative muscles have atrophied during his long break from writing“).
T. S. Miller schreibt auf Strange Horizons, dass der Roman ein wenig menschlicher („a little more 'human'“) als die vorherigen sei. Überlegungen zum Mind uploading seien teils sehr bewegend („sometimes quite moving“) und eine wirkungsvolle Meditation über Verlust („a powerful meditation on loss“), insbesondere wenn Frankenstein-artige Bruchstücke eines Bewusstsein („quasi-Frankenstein-like“ „fragmented consciousness“) auftreten.
Sam Bandah schreibt auf SciFiNow, dass Greg Egan eine sehr menschliche Geschichte („very human story“) in einem brillant umgesetzten („brilliantly realised“) Iran der nahen Zukunft erzählt. Insgesamt sei der Roman gut geschrieben („generally well written“) sowie dass alle Ideen und Erzählstränge sich in einem sehr emotionalen Ende auszahlen („ideas and narrative come together for a fantastic emotional and intellectual payoff that is as mature as it is heart-rending – making it all worthwhile“).